# Aloe decumbens

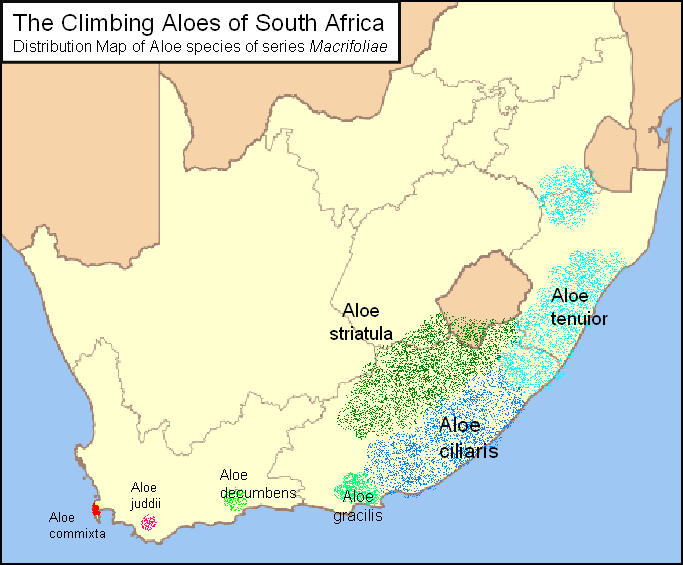
Verbreitungsgebiet

Aloe decumbens ist eine Pflanzenart der Gattung der Aloen in der Unterfamilie der Affodillgewächse (Asphodeloideae). Das Artepitheton decumbens stammt aus dem Lateinischen, bedeutet ‚niederliegend‘ und verweist auf den Habitus der Art.

## Beschreibung

### Vegetative Merkmale
Aloe decumbens wächst stammbildend und verzweigt von der Basis aus. Die niederliegenden Stämme sind bis zu 75 Zentimeter lang und 1 Zentimeter breit. Die lanzettlich-deltoiden, undeutlich grün gestreiften Laubblätter sind entlang der Stämme zerstreut angeordnet. Ihre grüne Blattspreite ist bis zu 15 Zentimeter lang und 1,5 Zentimeter breit. Die weißen Zähne am weißlich knorpeligen Blattrand sind 0,5 Millimeter lang. Die Blattscheiden weisen eine Länge von etwa 10 Millimeter auf.

### Blütenstände und Blüten
Der einfache Blütenstand wird etwa bis 30 Zentimeter lang. Die eher lockeren Trauben sind 10 bis 12 Zentimeter lang. Die blass braunen Brakteen weisen eine Länge von 4 bis 5 Millimeter auf und sind 2 bis 3 Millimeter breit. Die zylindrischen, scharlachroten Blüten stehen an 4 bis 5 Millimeter langen Blütenstielen. Die Blüten sind 28 bis 33 Millimeter lang. Auf Höhe des Fruchtknotens weisen die Blüten einen Durchmesser von 5 bis 6 Millimeter auf. Ihre äußeren Perigonblätter sind auf einer Länge von 6 Millimetern nicht miteinander verwachsen. Die Staubblätter und der Griffel ragen 2 bis 3 Millimeter aus der Blüte heraus.

## Systematik und Verbreitung
Aloe decumbens ist in der Provinz Westkap in Höhenlagen von 180 bis 365 Metern auf Felsen und Klippen verbreitet.
Die Erstbeschreibung als Aloe gracilis var. decumbens durch Gilbert Westacott Reynolds wurde 1950 veröffentlicht. Ernst Jacobus van Jaarsveld erhob die Varietät 2008 in den Rang einer Art.
Ein Synonym ist Aloiampelos decumbens (Reynolds) Klopper & Gideon F.Sm. (2013).

## Nachweise